# Alex Alves
Pour les articles homonymes, voir Alves (homonymie) et Nascimento.
Alexandro Alves do Nascimento, né le 30 décembre 1974 à Campo Formoso et mort le 14 novembre 2012 à Jaú, est un footballeur brésilien.

## Biographie
Attaquant de formation, Alex Alves évolue de 1993 à 1999 dans différents clubs brésiliens, avant de rejoindre pour quatre saisons le Hertha Berlin où il remporte deux fois la Coupe de la Ligue. Il prend sa retraite sportive en 2010.
Alves meurt d'une leucémie le 14 novembre 2012, à l'âge de 37 ans peu après avoir subi la greffe de moelle osseuse dont le donneur était l'un de ses frères.

## Palmarès
- SE Palmeiras
  - Championnat du Brésil
    - Champion : 1994

- Hertha Berlin
  - Coupe de la Ligue d'Allemagne de football
    - Vainqueur : 2001 (en) et 2002 (en)